# Skluz (baseball)

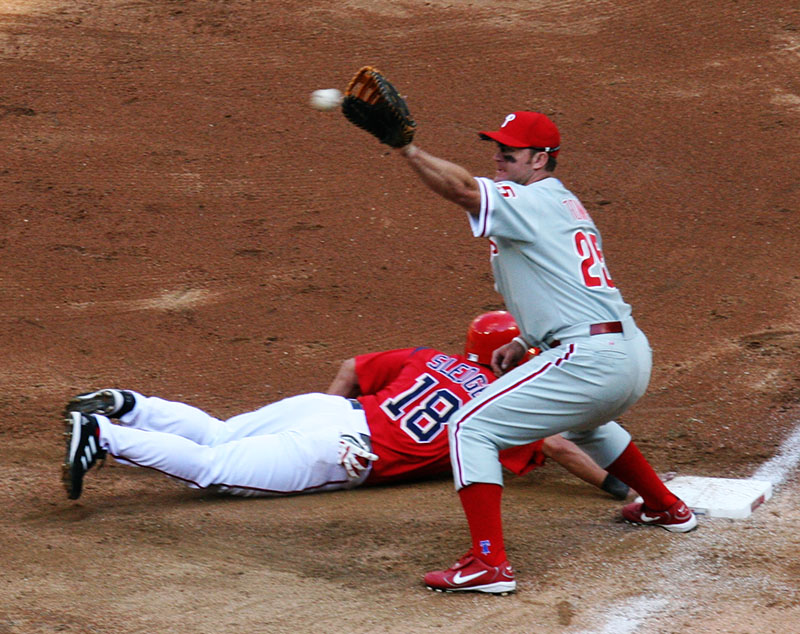
Hráč Termel Sledge skluzem dosáhl mety těsně před tím, než by byl vyautován.

Jako skluz (slajd, angl. slide) se v baseballu a softballu označuje způsob dosažení mety, při kterém běžec v blízkosti mety skočí a až k ní doklouže po zemi.
Cílem skluzu je zejména snaha vyhnout se autu tečováním bránícím hráčem. Výhodou skluzu také je prudké zbrzdění pohybu: hráč nesmí metu přeběhnout, protože by se jinak vystavil riziku autování, při skluzu ho tření o zem zpomalí na velmi krátké vzdálenosti. Na první metu se zpravidla neslajduje, neboť pravidla hráči umožňují její přeběhnutí bez ohrožení, stejně tak zde nemá smysl vyhýbat se tečování, neboť bránícímu hráči stačí zachytit míč a dotknout se mety.
Někdy se také používá útočný skluz, jehož cílem je bránit polaři v přihrávce. Taková situace může nastat např. při pokusu o dvojaut: běžec postupující na druhou metu byl vyautován, neboť míč na druhou metu dorazil dříve, a druhý metař chce přihrávat na první metu, na kterou se blíží běžící pálkař. V takové situaci se může běžec na druhé metě rozhodnout pro skluz, kterým by mohl polaři překážet nebo ho rozptylovat, aby se přihrávka na první metu pro druhý aut nepodařila. Obecně nesmí běžci polařům bránit, takové chování je trestáno autem (u hry na dvojaut pak vyautováním obou zúčastněných hráčů), samotná snaha o postup na metu (třebaže už neúspěšná) však trestána není. Vždy proto záleží na posouzení rozhodčího, zda příslušný skluz byl ještě přípustný; zpravidla je skluz hodnocen podle toho, zda by jím hráč mohl dosáhnout mety.